# Il mondo in tasca
Il mondo in tasca è un album degli Schola Cantorum pubblicato nel 1979.

## Descrizione
Il disco è stato pubblicato dalla RCA Italiana in formato LP con numero di catalogo PL 31454. Ne esistono due edizioni per la distribuzione, con differente copertina, più un'edizione promo.

## Tracce
1. Bianca (Midinight in Moscow)
2. La bamba
3. Lili Marlene
4. Gioco per gioco
5. La montanara
6. Tu che ne sai (j'entends siffler le train)
7. Amazing Grace
8. Ta-Hu-Wa-Hu-Wai (Hawayan War Chant)
9. Un'aquila (el condor pasa)
10. Inno alla gioia

## Formazione
- Aldo Donati
- Alberto Cheli
- Enrico Fusco
- Mimi Gates
- Luisella Mantovani
- Annie Robert
- Satiamo

Altri musicisti
- Raffaella Pepitone - charango, quena
- Ugo Busoni - chitarra
- Federico Troiani - tastiera, marimba, pianoforte, Fender Rhodes
- Adriano Giordanella - percussioni
- Guido Podestà - fisarmonica, marimba
- Luciano Ciccaglioni - chitarra, balalaika
- Piero Montanari - basso
- Derek Wilson - batteria, percussioni
- Sergio Lari - flauto